# 澳門聖誕 2005

《澳門．聖誕．2005》

《澳門．聖誕．2005》是一部實驗性短片，也根據澳門創作人協會部分成員的真實經歷編寫而成。是澳門創作人協會首部電影作品。

## 內容
重新表現澳門人，於創意產業方向發展時遇到的障礙與挑戰。社會普遍都缺乏對創作方面的認知，近年澳門博彩業也急速發展，使情況越趨嚴重起來。